# Шаньхайгуаньский проход

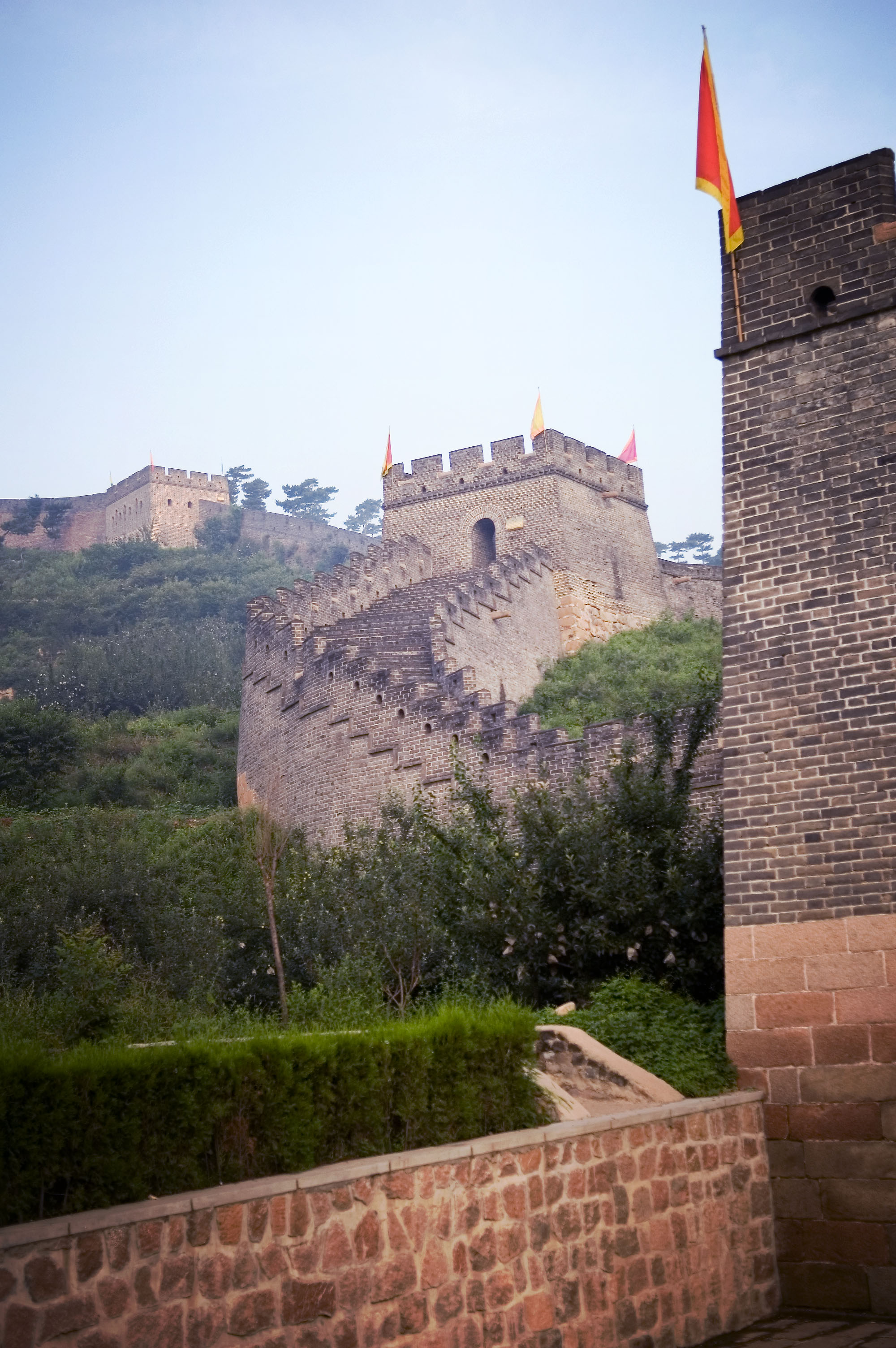
Шаньхайгуаньский отрезок Стены.

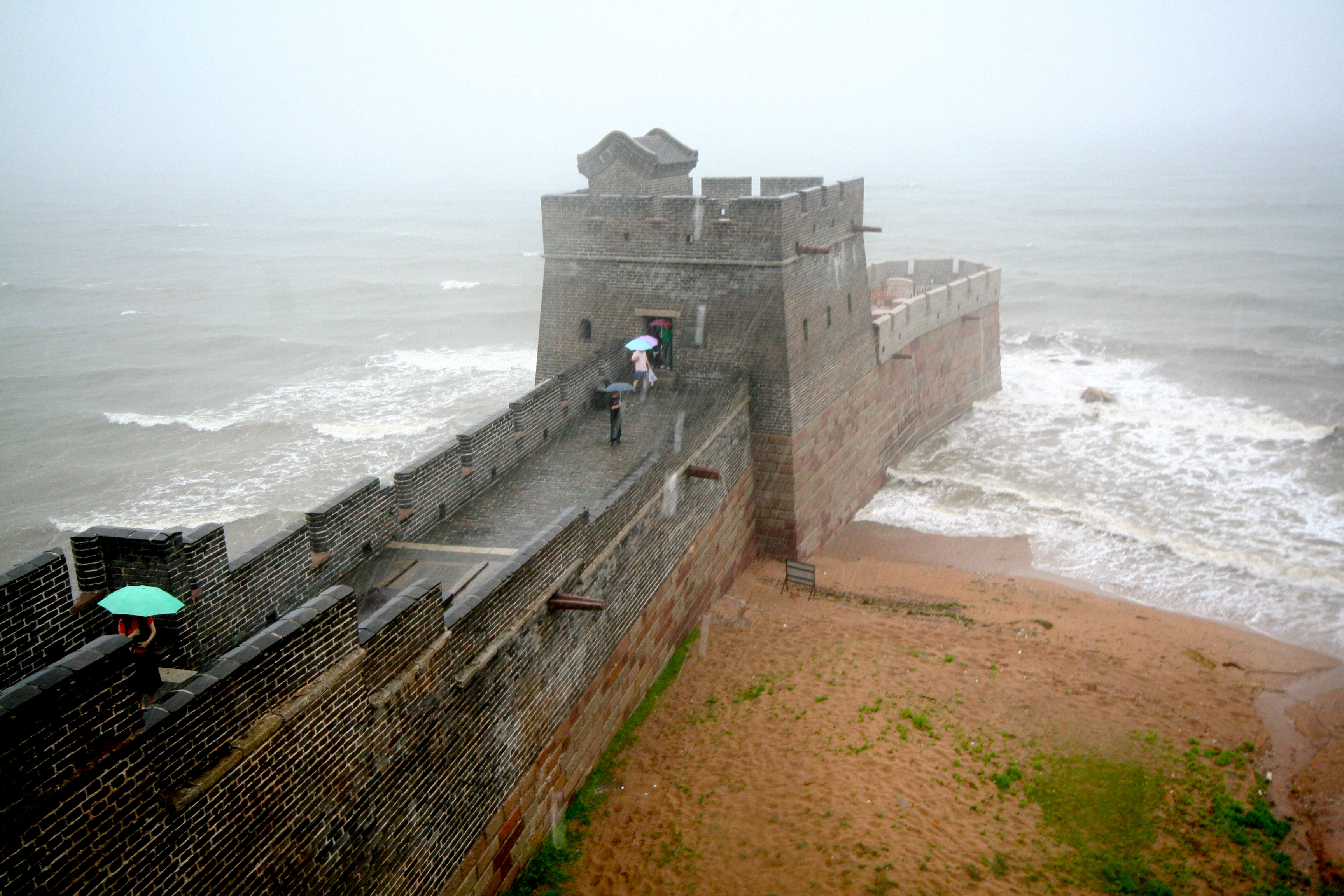
Залив Жёлтого моря со вдающейся в него частью Великой Китайской стены

Шаньхайгуа́нь (кит. трад. 山海關, упр. 山海关, пиньинь Shānhǎiguān, что значит «проход между горами и морем») — самая восточная застава Великой Китайской стены, внесённая в перечень Всемирного наследия.

## Общая информация
Построена при династии Мин в XIV веке. Находится на территории популярного у туристов города Циньхуандао.
Шаньхайгуаньским проходом называют узкую (до 25 км) полосу между берегом Ляодунского залива и горами Яньшань, которая на протяжении столетий соединяла Внутренний Китай с Маньчжурией. В силу своего стратегического значения проход впервые был укреплён китайскими правителями ещё в VI веке.
В Цинской империи Шаньхайгуань именовался «ключом к столицам»: уже в то время через него проходила дорога, связывающая Пекин и Мукден. Собственно, самим обладанием Китаем цинские правители были обязаны победе Доргоня над повстанцами Ли Цзычэна в Шаньхайгуаньской битве (1644). Ворота заставы маньчжурам открыл минский военачальник У Саньгуй.